# Cerapachys kraepelinii
Cerapachys kraepelinii är en myrart som beskrevs av Auguste-Henri Forel 1895. Cerapachys kraepelinii ingår i släktet Cerapachys och familjen myror. Inga underarter finns listade i Catalogue of Life.

## Bildgalleri

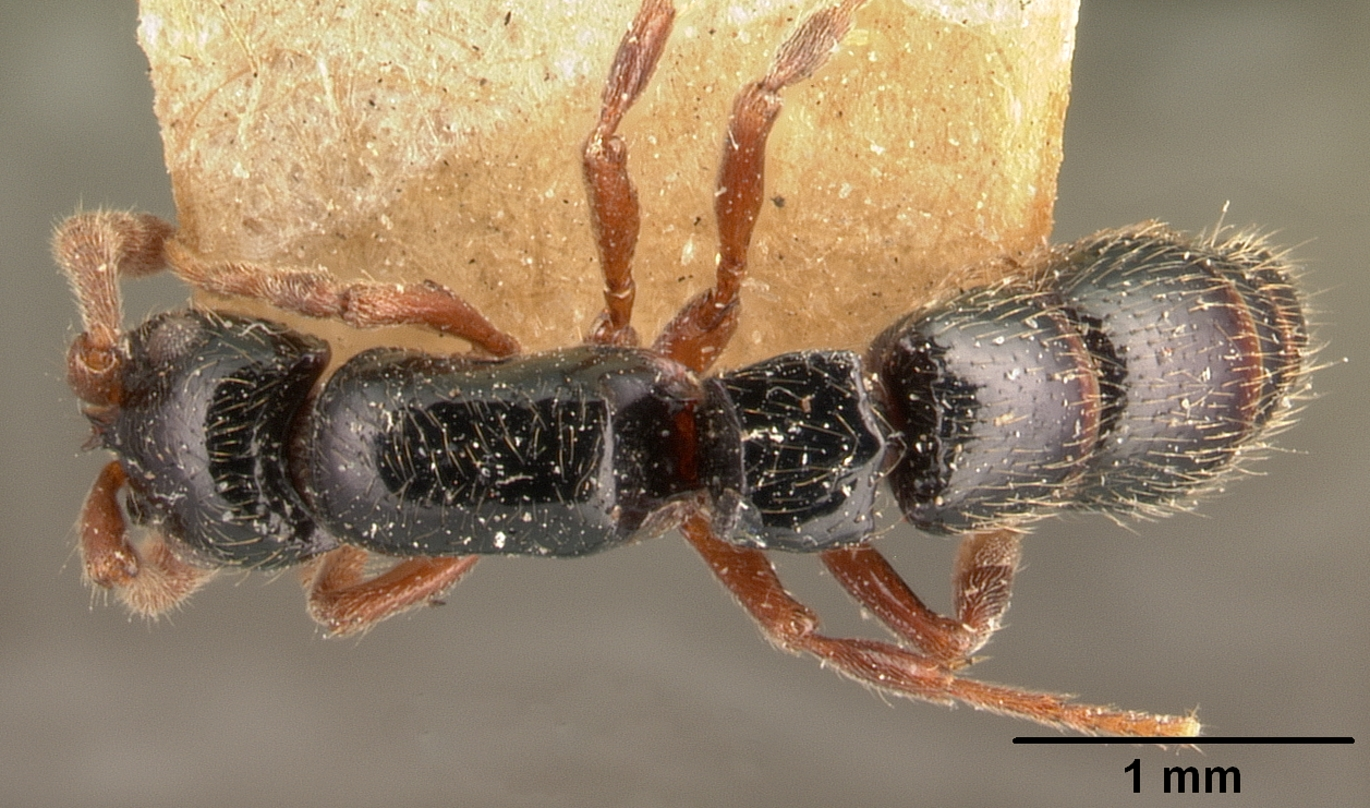
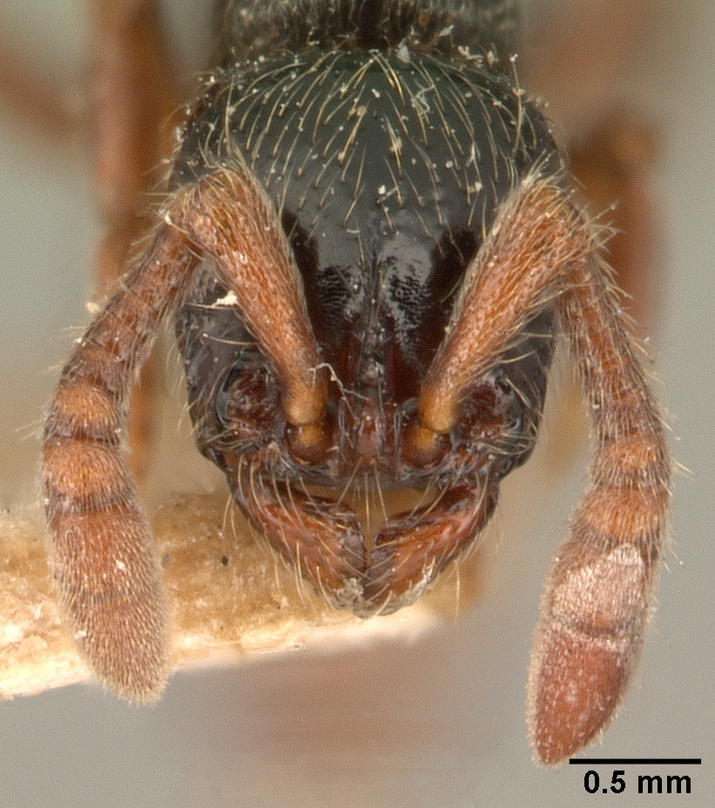
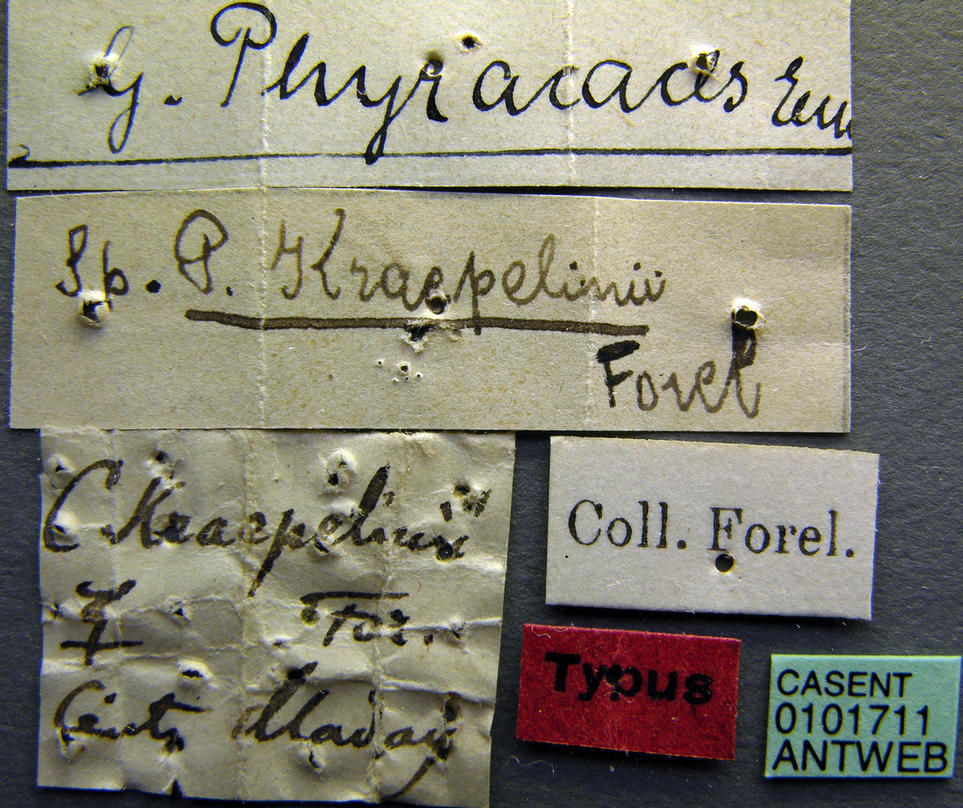
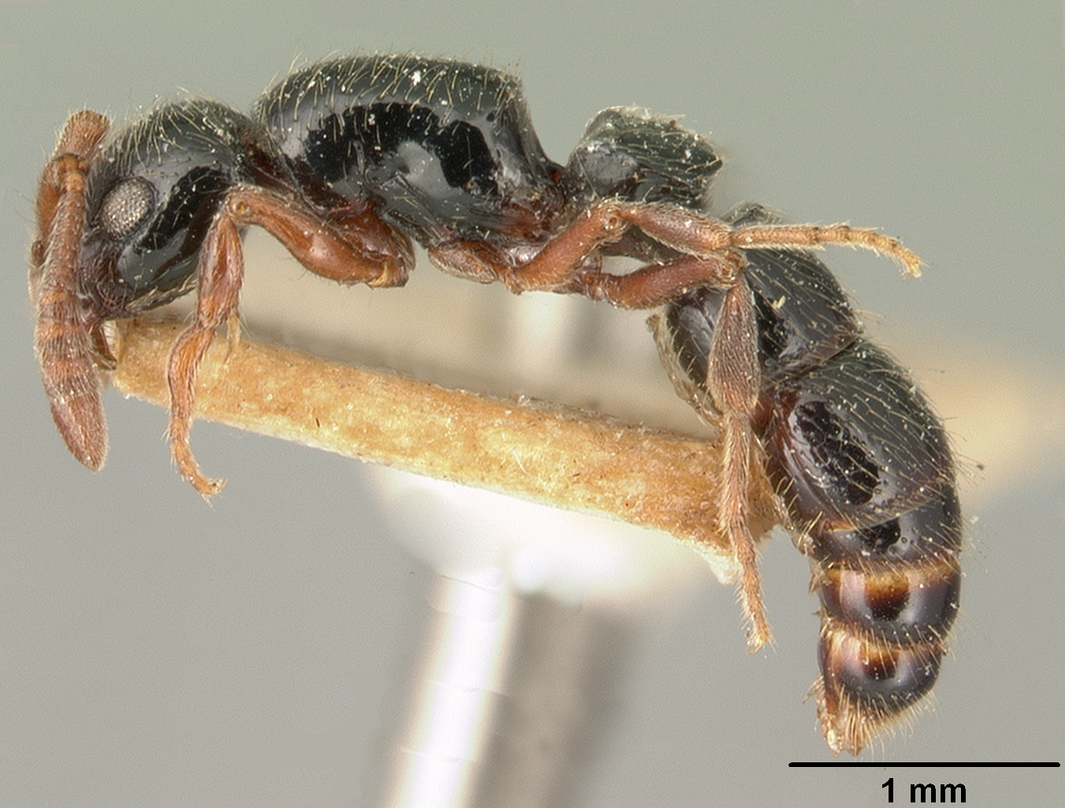
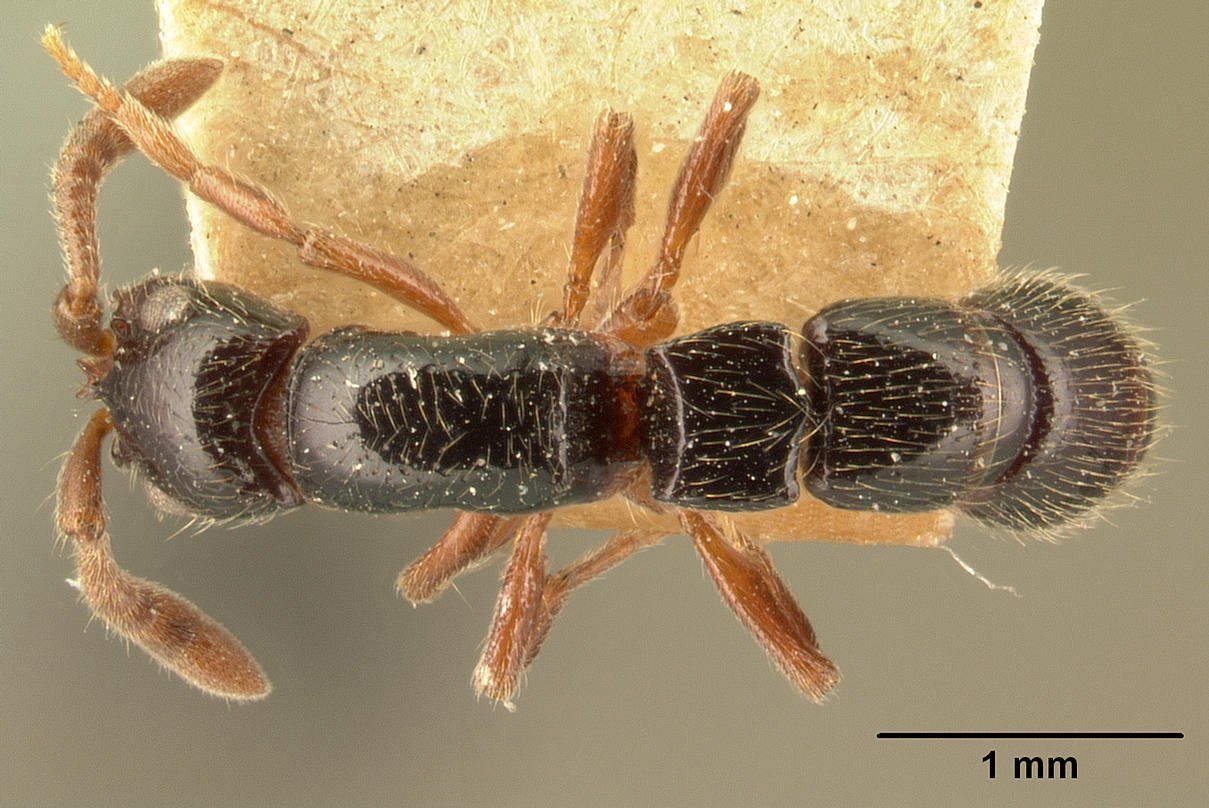
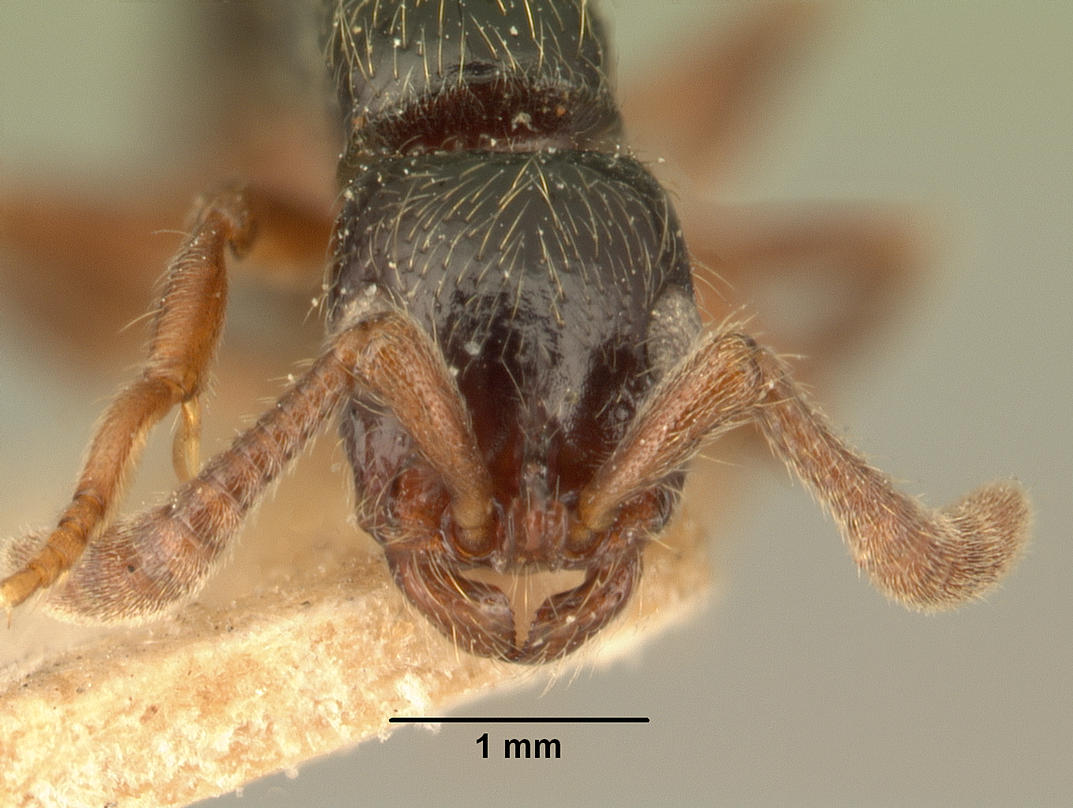